# Moranbong Band
Le Moranbong Band est un groupe féminin de musique populaire nord-coréen. Il est créé avec l'autorisation du leader Kim Jong-un en 2012.

## Biographie
Le besoin de former un groupe de musique populaire en Corée du Nord se fait ressentir au sein des élites de Pyongyang, des femmes et en particulier les jeunes. L'existence du groupe suggère l'acceptabilité de la mode au sein du régime, comme les mini-jupes et les hauts talons pour les femmes, sans parler des cheveux courts qui se sont popularisés auprès des femmes des classes modestes à Pyongyang. Le groupe devient rapidement un symbole culturel d'ouverture limitée de la culture occidentale auprès de la jeunesse nord-coréenne.

## Concerts
En 2014, le groupe compte 14 concerts. Depuis ses débuts en juillet 2012, l'apparence extrêmement occidentale du groupe s'est considérablement dégradée.
Le groupe débute en juillet 2012. Leur première performance les voit adopter la culture occidentale, faisant apparaître des personnages de Disney comme Mickey et Minnie Mouse et Blanche-Neige, Winnie l'ourson, et autres comme le thème de Rocky et My Way de Frank Sinatra. D'autres chansons occidentales incluent Czardas, Zigeunerweisen, La Reine de Saba, Menuet, Penelope, Sérénade de l’étoile, et The Duel, décrite comme une « chanson populaire » ; Victory, introduite comme « chanson rap » ; et Dallas, « une sélection de musique country. » Douze courts-métrages de cartoon sont présentés sous le titre de The Collection of World Fairy Tale Songs. L'épouse de Kim Jong-un, Ri Sol-ju, fait sa première apparition publique.